# Sudski nalog
Sudski nalog je pravni i pravičan pravni lijek u obliku određenog naloga kojim se stranka prisiljava da učini ili se suzdrži od određenih radnji. Kada sud primijeni izvanredni pravni lijek zabrane, on upravlja ponašanjem stranke uz potporu svojih potpunih prisilnih ovlasti. Stranka koja se ne pridržava zabrane suočava se s kaznenim ili građanskim kaznama, uključujući moguće novčane kazne, pa čak i zatvorsku kaznu. Može biti optužena i za nepoštivanje suda. Protumjere su zabrane koje zaustavljaju ili poništavaju izvršenje druge zabrane.
Sudski nalog nepristrano je pravno sredstvo, odnosno pravno sredstvo koje potječe iz engleskih sudova pravednosti. Kao i drugi pravični pravni lijekovi, tradicionalno se odobrava kada se nepravda ne može učinkovito ispraviti dodjelom novčane odštete. Doktrina koja to odražava je zahtjev da se zabrana može izdati samo kada nema odgovarajućeg pravnog lijeka u zakonu. Zabrane imaju za cilj da pomognu osobi, čija su prava povrijeđena. Ipak, pri odlučivanju hoće li izdati zabranu, sudovi također vode računa o interesima stranaka (tj. javnom interesu). Prilikom odlučivanja hoće li izdati zabranu i koji bi trebao biti njezin opseg, sudovi posebnu pozornost posvećuju pitanjima poštenja i dobre vjere. Jedna manifestacija toga je da zabrane podliježu pravičnoj obrani.
Sudski nalozi izdaju se u mnogim različitim vrstama slučajeva. Oni mogu zabraniti buduća kršenja zakona, kao što je neovlašteni pristup nekretninama, kršenje patenta ili kršenje ustavnog prava (npr. slobodno ispovijedanje vjere). Ili mogu zahtijevati od optuženika da ispravi povrede zakona iz prošlosti.
Sudski nalozi mogu zahtijevati da netko poduzme nešto, poput čišćenja izlijevanja nafte ili uklanjanja ograde podignute iz inata. Ili se nekome može zabraniti nešto, primjerice korištenje nezakonito stečene poslovne tajne. Sudski nalog kojim se zabranjuje pristup određenoj osobi naziva se "zabrana prilaska". Mnoge zabrane imaju i obavezne i zabranjujuće komponente, zahtijevajući jedno ponašanje i zabranjujući drugo ponašanje.
Jednom kada je zabrana izdana, ona se može provesti putem pravednih mehanizama provedbe. Također se može izmijeniti ili poništiti (na odgovarajući zahtjev sudu) ako se okolnosti promijene u budućnosti. Ove značajke zabrane dopuštaju sudu, da dopusti nekome da upravlja ponašanjem stranaka. 